# 魔女と傭兵
『魔女と傭兵』（まじょとようへい）は、超法規的かえるによる日本のライトノベル。「小説家になろう」にて2021年6月9日より連載中。書籍（小説）は2023年5月19日よりGCN文庫（マイクロマガジン社）から刊行されている。イラストは叶世べんちが担当。
メディアミックスとして、コミカライズが『マガジンポケット』（講談社）にて2024年1月28日より連載中。
次にくるライトノベル大賞2023文庫部門で第5位、次にくるライトノベル大賞2024同部門で第2位にランクインした。2025年8月7日時点でシリーズ累計発行部数は70万部突破している。

## あらすじ
魔獣や魔術が失われた大陸で、唯一の未知の存在として恐れられる魔女。魔女討伐に参加した”双刃の傭兵”のジグは、激闘の末に魔女シアーシャを追い詰める。だが、彼女の素顔を見た彼は、とどめを刺す目的を見失ってしまう。「誰にも追われずに生きたい」。シアーシャの願いを聞き入れたジグは、彼女の護衛の依頼を引き受けることを決意する。魔女に対して強い忌避感があるこの大陸では、平穏な暮らしは望めない。二人は、いまだ誰も足を踏み入れたことのない未知の異大陸へと渡ることを決める。だが、そこに広がっていたのは、失われたはずの魔術や凶悪な魔獣が跋扈する危険な世界だった。

## 登場人物

### 主要人物
シアーシャ
本作の主人公の一人。腰まで伸びた黒髪と蒼い瞳、透き通るような白い肌の美女。20代前半に見えるが、実年齢は200歳以上。大陸では数少ない魔女の一人で、沈黙の魔女と呼ばれ恐れられていた。土魔術を得意とし、地面から円錐状の杭を多数作って攻撃することができる。魔術が存在しない大陸では魔女は脅威とされ、幾度となく命を狙われ続けてきた。魔女討伐隊に加わっていたジグに敗北し死を覚悟するが、ジグの依頼放棄により生かされたことで、「誰にも追われない場所まで連れて行って」とジグに護衛を依頼し、ジグと共に未知なる異大陸への旅に出る。
ジグ＝クレイン
本作の主人公の一人。歳は20代半ば、灰色の髪を短くそろえ、顔には複数の切り傷があり、大柄で屈強な体つきの凄腕の傭兵。双刃剣という大型の武具の使い手。性格は冷静沈着で独自の死生観を持つ。魔力に指向性を与える際に発生する匂いを嗅ぎ取れる。魔女討伐隊の一員として、物語の冒頭でシアーシャと出会い、シアーシャの護衛を引き受け、共に未知なる異大陸への旅に出る。

## 用語
魔女
見た目は人間と変わらず、人間と普通にコミュニケーションを取れるが、人間よりもはるかに長寿で、生まれながらに強大な魔力を持ち、強力な魔術を使うことができる。人間とは全く別の生物で数も少ないため謎が多い。魔術が存在しない大陸では得体の知れない恐怖の象徴。

## 書誌情報

### 小説
- 超法規的かえる（著）・叶世べんち（イラスト） 『魔女と傭兵』 マイクロマガジン社〈GCN文庫〉、既刊6巻（2025年7月22日現在）
  1. 2023年5月19日発売[6]、ISBN 978-4-86716-424-2
  2. 2023年9月20日発売[7]、ISBN 978-4-86716-471-6
  3. 2024年3月19日発売[8]、ISBN 978-4-86716-547-8
  4. 2024年7月20日発売[9]、ISBN 978-4-86716-608-6
  5. 2024年11月20日発売[10]、ISBN 978-4-86716-663-5
  6. 
2025年6月20日発売[11]、ISBN 978-4-86716-776-2
2025年7月22日発売[12]、ISBN 978-4-86716-793-9

### 漫画
- 宮木真人（作画）・超法規的かえる（原作）・叶世べんち（キャラクター原案） 『魔女と傭兵』 講談社〈KCデラックス〉、既刊6巻（2025年8月7日現在）
  1. 2024年5月9日発売[13]、ISBN 978-4-06-535542-8
  2. 2024年7月9日発売[14]、ISBN 978-4-06-536134-4
  3. 2024年10月8日発売[15]、ISBN 978-4-06-536765-0
  4. 2025年1月8日発売[16]、ISBN 978-4-06-537761-1
  5. 2025年5月9日発売[17]、ISBN 978-4-06-539453-3
  6. 2025年8月7日発売[18]、ISBN 978-4-06-540354-9